# Лидекерке
Лидекерке (нидерл. Liedekerke; букв. «церковь на холме») — высокоурбанизированная окраинная коммуна в провинции Фламандский Брабант, Фландрия, Бельгия. Расположен в 13 км к западу от столицы страны г. Брюссель. Площадь — 10,08 км²; население — 12.206 чел., из которых около 15 % составляют франкофоны, около 85 % фламандцы (2008 г., оценка).
Несмотря на то, что официальным языком провинции является нидерландский, французский язык значительно увеличил своё присутствие, несмотря на борьбу местной администрации с переселением франкофонов из Брюсселя в тихий пригородный муниципалитет. Более того, в 2009 г. Лидекерке пополнил список фламандских муниципалитетов, где франкоязычным детям запрещено играть на детских площадках.